# Limnenetes
Limnenetes es un género extinto de "oreodonte" de la familia Merycoidodontidae , endémico de América del Norte que vivió entre el Eoceno superior y el Oligoceno inferior hace entre 38 y 33,9 millones de años aproximadamente.
Limnenetes era un herbívoro con un cuerpo pesado, cola larga, pies cortos, con pezuñas de cuatro dedos.

## Taxonomía
Limnenetes fue nombrado por Earl Douglass en 1901 como Limnenetes platyceps. Fue nombrado sinónimo de  Leptauchenia por Lander (1999). Fue asignado a Merycoidodontidae por Tabrum y Nichols (2001).

## Morfología
Un único espécimen fue examinado para establecer su masa corporal por M. Mendoza y se estimó que pesaba 33,9 kilogramos.

## Distribución fósil
Se han descubierto fósiles en Montana y Texas.